# A iò vest un marzian
A io' vest un marzian è un'antologia pubblicata in vinile e musicassetta nel 1986 da Andrea Mingardi.
- Tracce da 1 a 5 da Lo sfighè, Gisto e Cesira, Delone, un marziano e altre storie
- Traccia 6 da Datemi della musica
- Tracce da 7 a 13 da Nessuno siam perfetti, ciascuno abbiamo i suoi difetti

## Etimologia
Il nome dell'album in lingua emiliana (dialetto bolognese) si traduce in "ho visto un marziano". La grafia corretta della frase in bolognese sarebbe Ai ó vésst un marziàn.

## Tracce
1. A io' vest un marzian
2. Gisto e Cesira
3. Sfighe'
4. Piran al boxur
5. Un Piasare'(Delone)
6. Datemi della musica
7. Gig
8. Ho sposato una femmina francese
9. Saponetta
10. Azidant a cal de'
11. Dal tajadel
12. Un fat
13. Immazinares